# Franziska Konitz
Franziska Konitz (Berlín Este, RDA, 24 de noviembre de 1986) es una deportista alemana que compite en judo.
En los Juegos Europeos de Bakú 2015 consiguió una medalla de plata en la prueba por equipo. Ganó tres medallas de bronce en el Campeonato Europeo de Judo entre los años 2008 y 2014.

## Palmarés internacional
| Juegos Europeos    | Juegos Europeos       | Juegos Europeos   | Juegos Europeos |
| Año                | Lugar                 | Medalla           | Categoría       |
| ------------------ | --------------------- | ----------------- | --------------- |
| 2015               | Bakú (Azerbaiyán)     | Medalla de plata  | Equipo          |
| Campeonato Europeo |                       |                   |                 |
| Año                | Lugar                 | Medalla           | Categoría       |
| 2008               | Lisboa (Portugal)     | Medalla de bronce | +78 kg          |
| 2009               | Tiflis (Georgia)      | Medalla de bronce | +78 kg          |
| 2014               | Montpellier (Francia) | Medalla de bronce | +78 kg          |